# ExpoLondrina
A Expo Londrina é uma feira agroindustrial realizada pela Sociedade Rural do Paraná, na cidade de Londrina, norte paranaense, envolvendo agricultura, pecuária, indústria e comércio.  
Atrai pessoas de todas as regiões do Brasil e do exterior. Geralmente a feira dura onze dias, com várias atrações, como festas, shows com cantores famosos, rodeio, parque de diversões, boa comida, leilões, feiras de artesanatos e culinária, festa de escolha da Rainha da expo.
É anunciada como a maior feira agroindustrial da América Latina Sua 60ª edição deveria ter acontecido em agosto de 2021, mas foi adiada para abril de 2022 em função da pandemia de COVID-19.

## Cultura
A cidade de Londrina praticamente para em função da expo[carece de fontes?]. Além dos agricultores e pecuaristas que vão até a feira pelo agronegócio, a feira também atrai pessoas comuns que estão dispostas a divertirem-se. A feira conta com programação cultural centrada, sobretudo, em shows de música sertaneja.

## Moda
A Expo Londrina influencia até a moda londrinense durante sua estadia na cidade. É comum notar as pessoas usando botas country, cintos com enormes fivelas e chapéu, dando o clima rural da exposição, complementada pela música sertaneja ao fundo.

## Economia
A Expo Londrina movimenta mais de 600 milhões de reais em agronegócio todo ano. São negociados maquinários de última geração, animais de porte, como gado, cavalos entre outros, nos quais os preços podem passar facilmente de um milhão e meio de reais.